# 1943 год в музыке

## События
- Впервые вручена Пулитцеровская премия за выдающееся музыкальное произведение — кантате «Свободная песня» Уильяма Шумана.

## Произведения

### Песни
- «Fischia il vento»
- Гимн СССР
- «Тёмная ночь»

### Классическая музыка
- Симфония № 8 (Шостакович)

## Родились

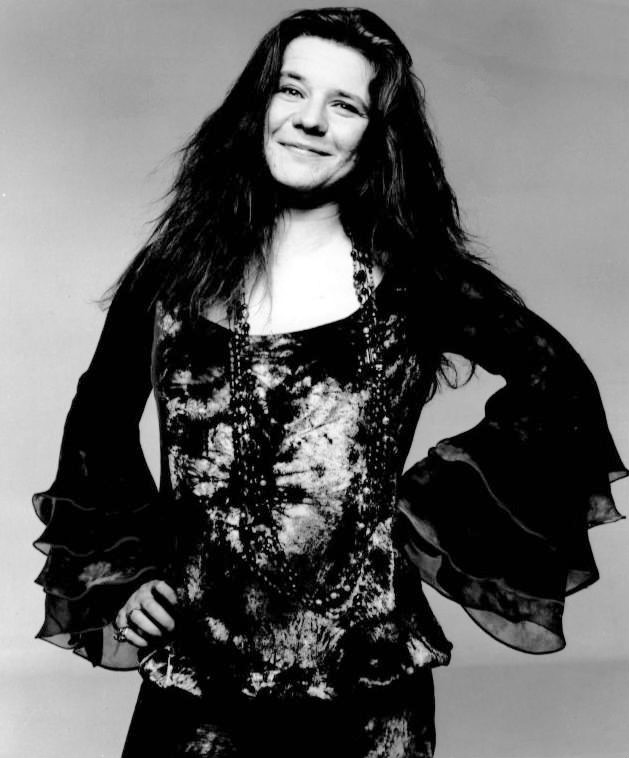
Дженис Джоплин

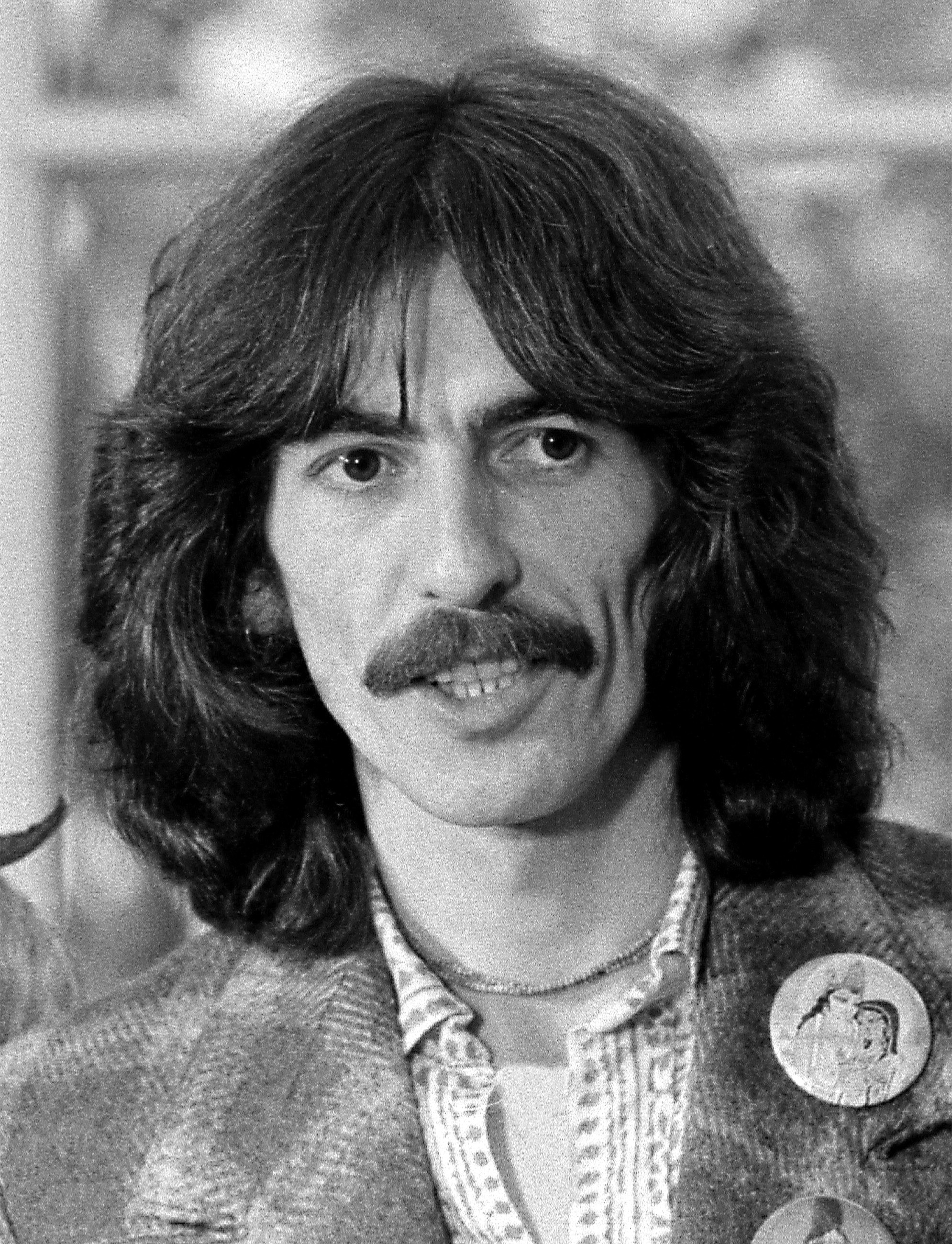
Джордж Харрисон

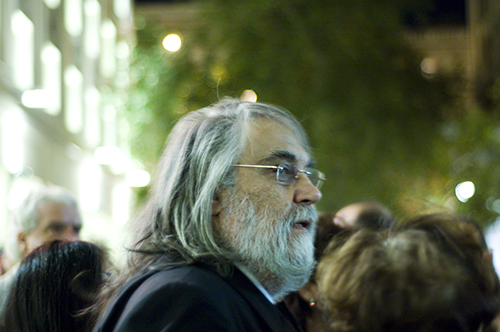
Вангелис

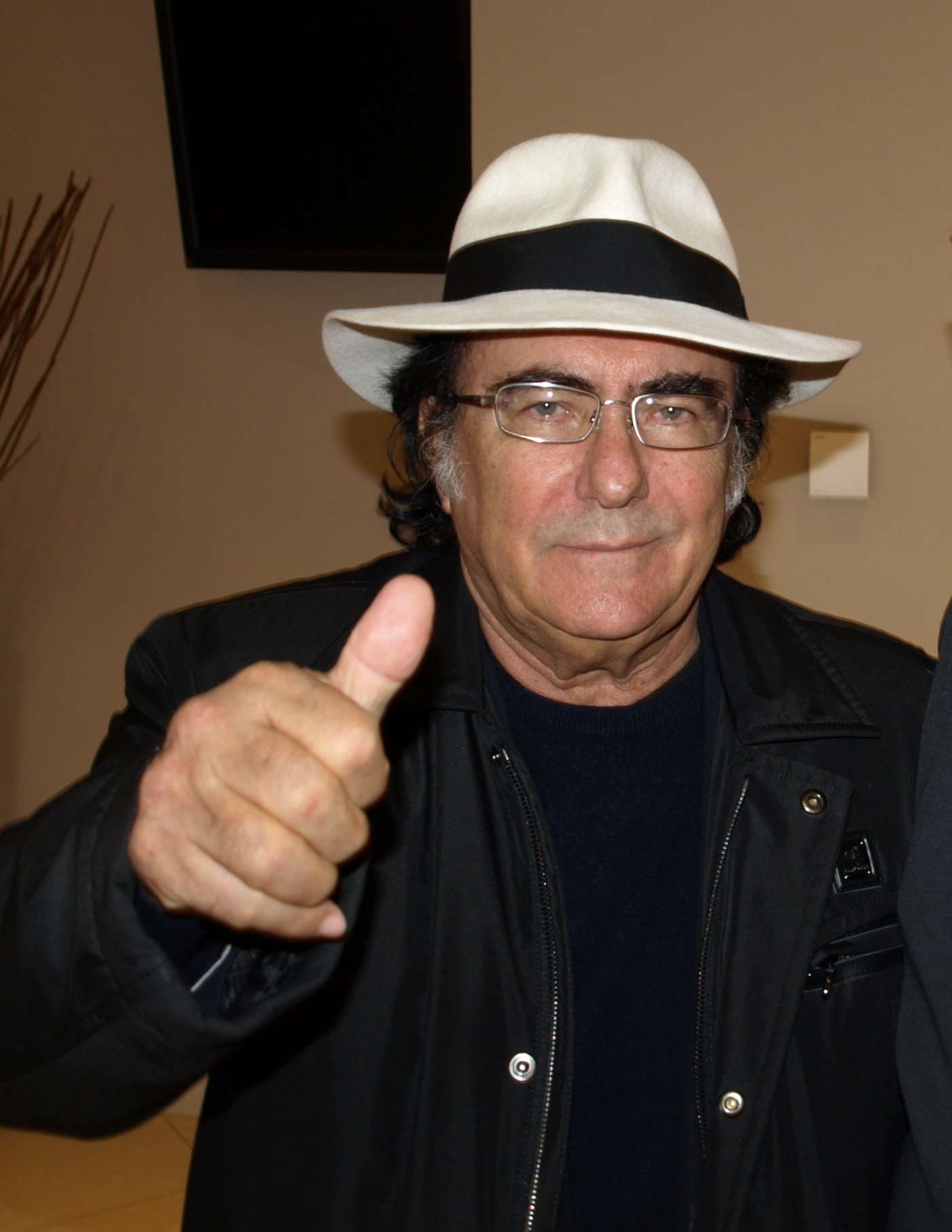
Аль Бано

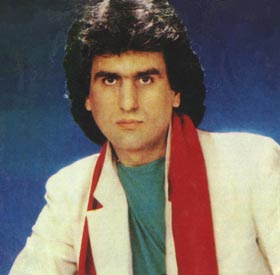
Тото Кутуньо

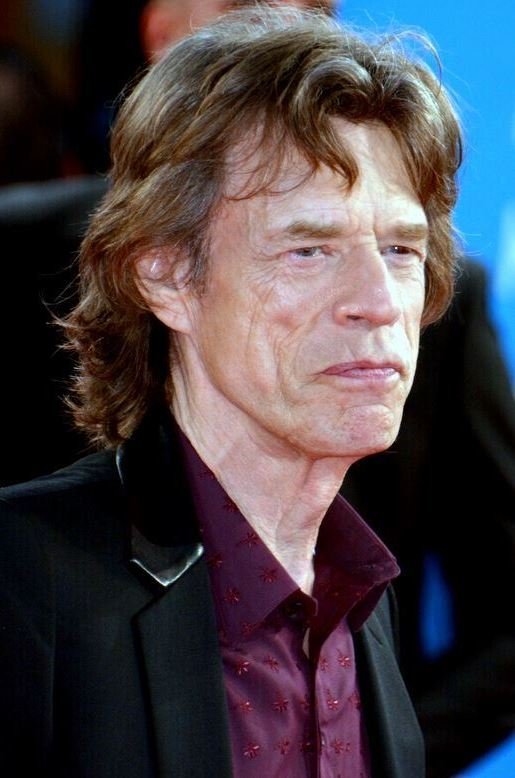
Мик Джаггер

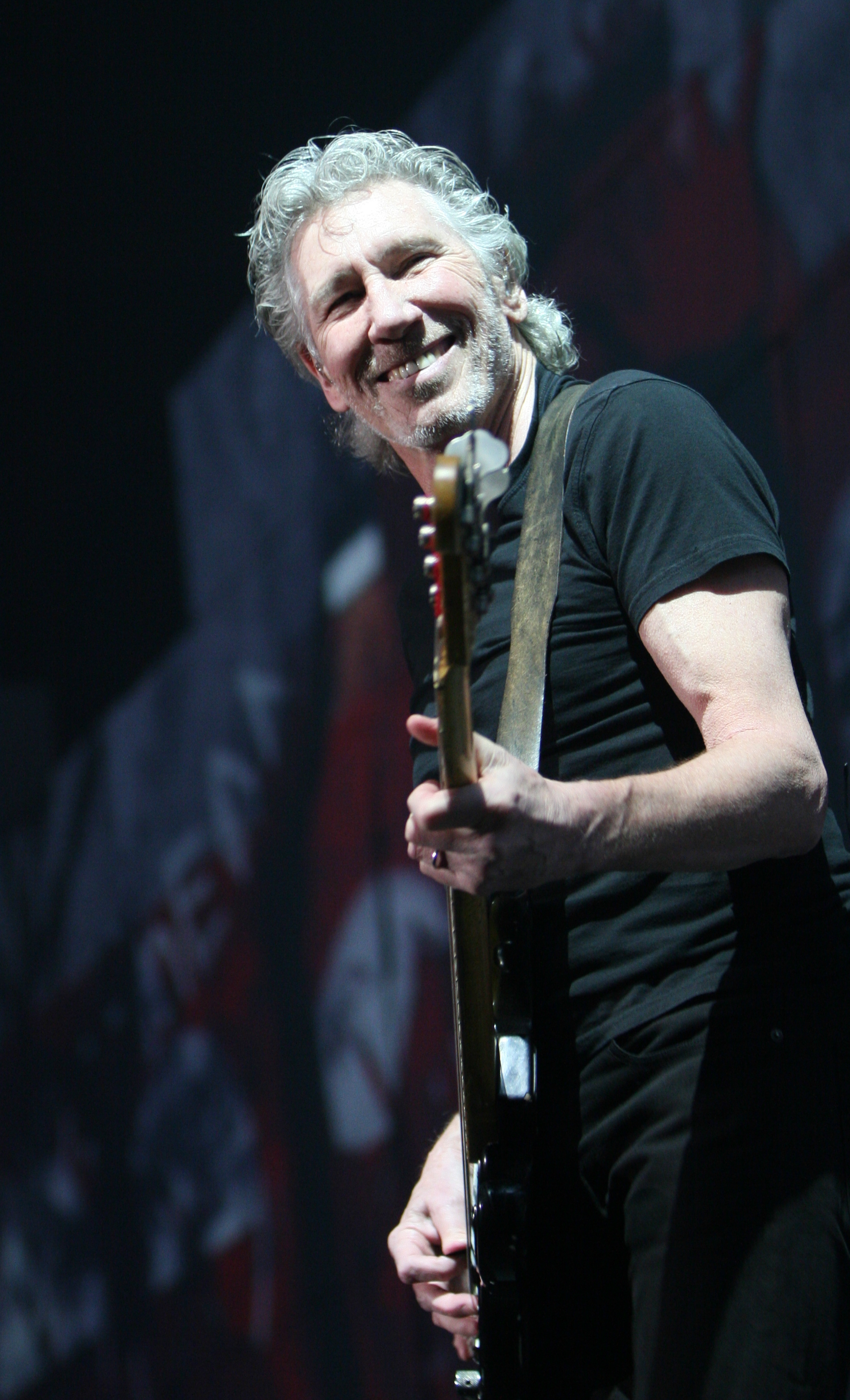
Роджер Уотерс

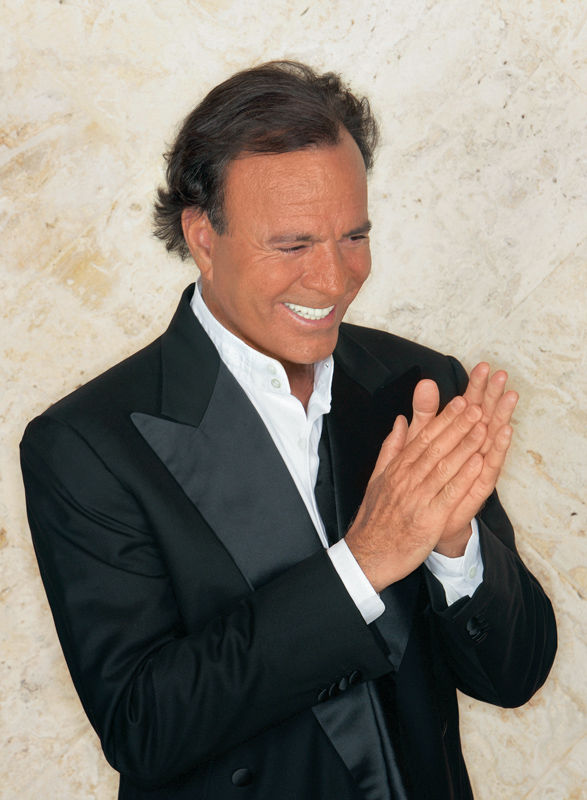
Хулио Иглесиас

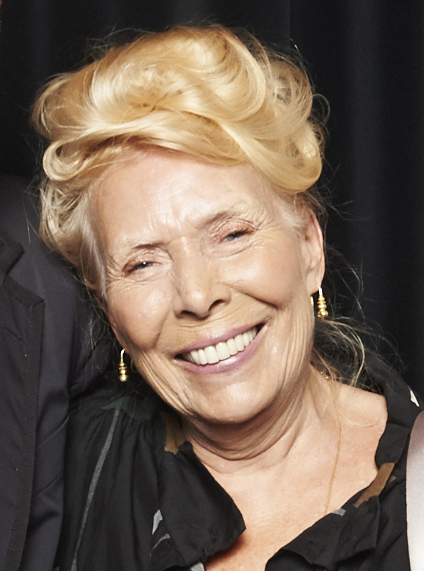
Джони Митчелл

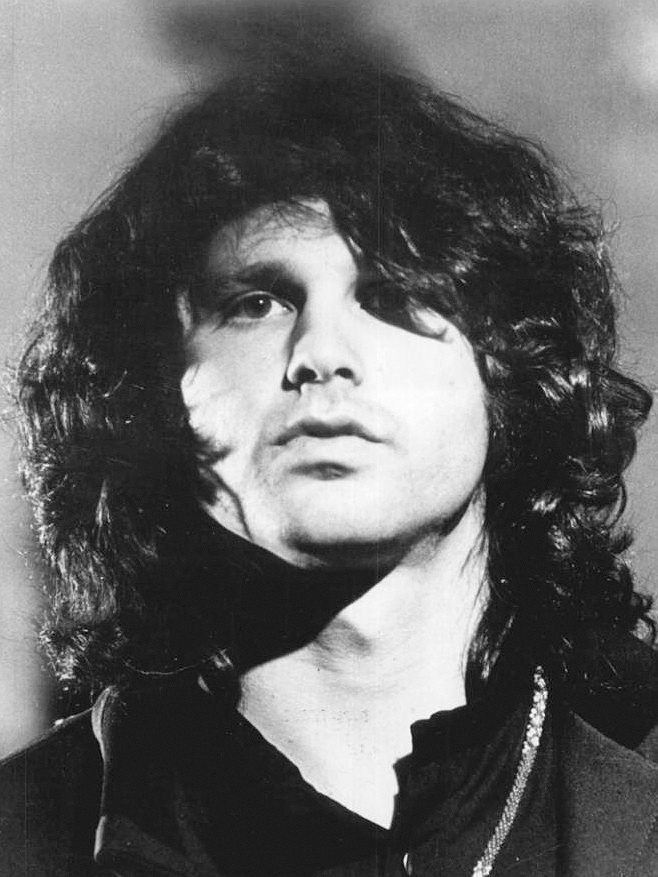
Джим Моррисон

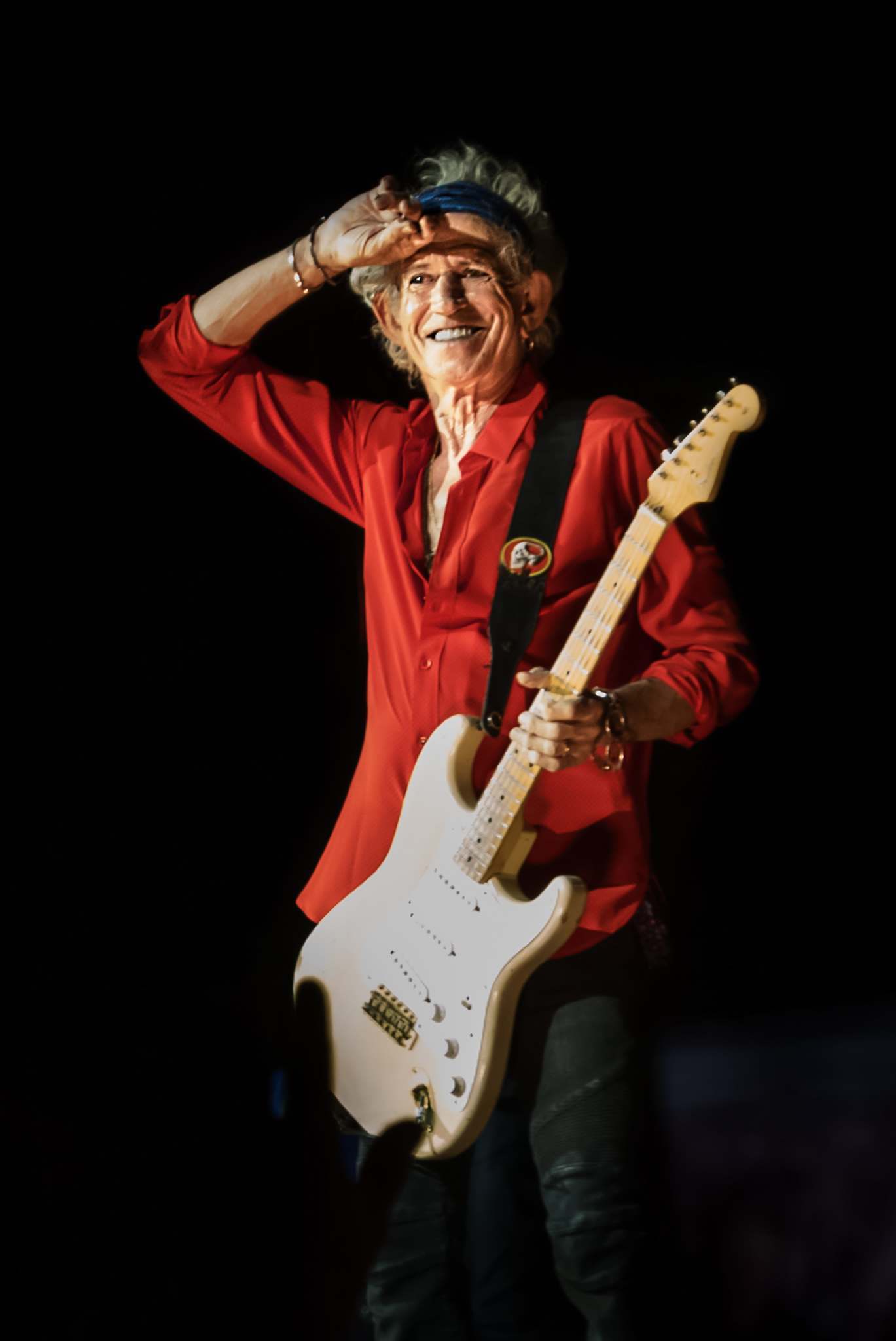
Кит Ричардс

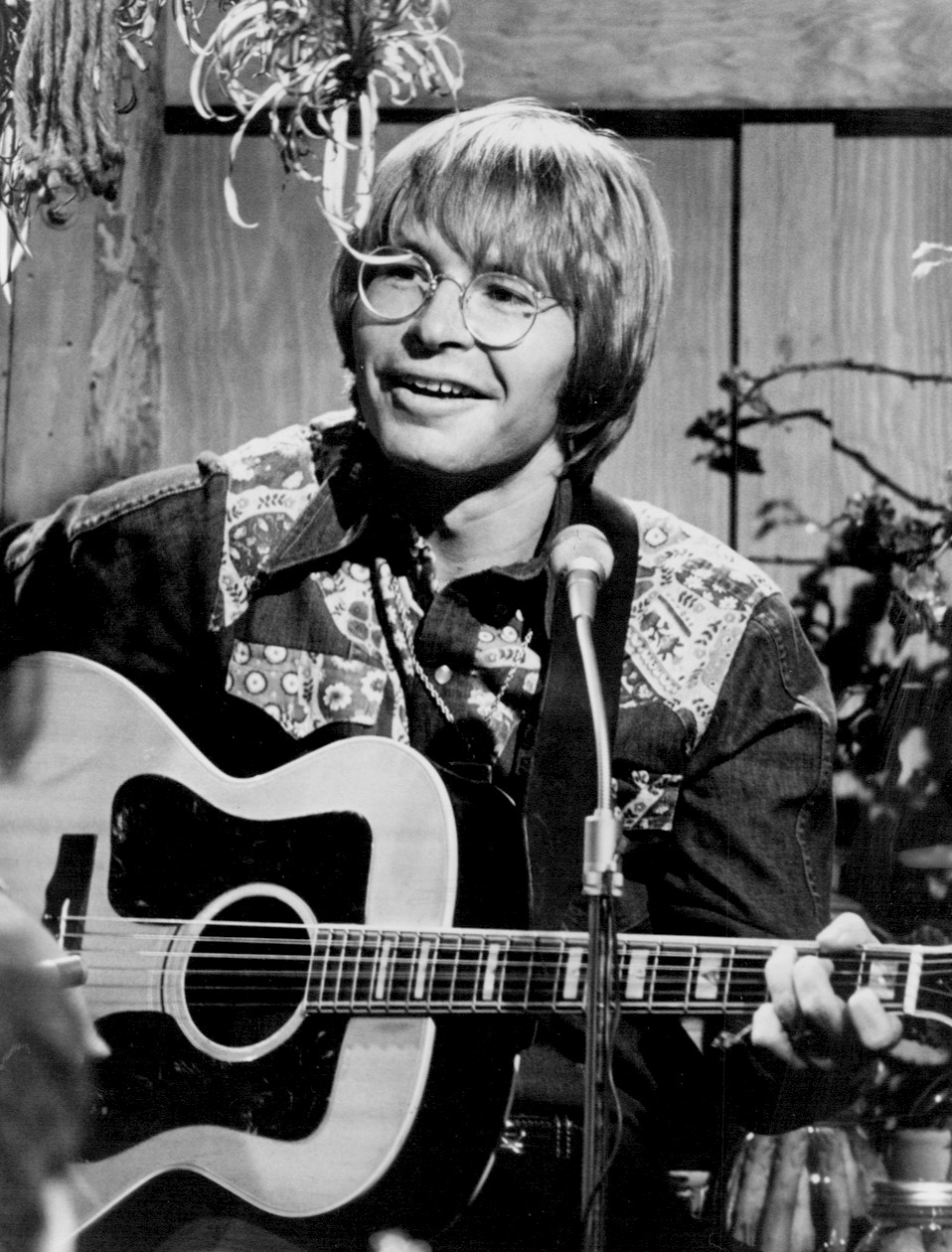
Джон Денвер

### Январь
- 2 января — Барыш Манчо (ум. 1999) — турецкий рок-музыкант, певец, автор песен, актёр и телеведущий
- 5 января — Аттила Оздемироглу (ум. 2016) — турецкий композитор и аранжировщик
- 9 января
  - Фредди Старр (ум. 2019) — британский актёр, комик, пародист и певец
  - Скотт Уокер (ум. 2019) — американский и британский певец, автор песен и музыкальный продюсер, участник группы The Walker Brothers
- 14 января — Марис Янсонс (ум. 2019) — советский, латвийский и российский дирижёр и музыкальный педагог
- 16 января
  - Гэвин Брайерс — британский композитор
  - Брайан Фёрнихоу — британский композитор и педагог
- 19 января
  - Дженис Джоплин (ум. 1970) — американская певица и автор песен
  - Тарлан Сеидов (ум. 2023) — советский и азербайджанский музыковед, пианист и музыкальный педагог
- 20 января — Валерий Пономарёв — американский джазовый трубач советского происхождения
- 22 января — Тигран Алиханов (ум. 2023) — советский и российский пианист и музыкальный педагог
- 23 января — Гэри Бёртон — американский джазовый вибрафонист, композитор и аранжировщик
- 26 января — Суад Хосни (ум. 2001) — египетская актриса, певица и танцовщица

### Февраль
- 3 февраля
  - Эрик Хэйдок[англ.] (ум. 2019) — британский музыкант, бас-гитарист группы The Hollies
  - Деннис Эдвардс[англ.] (ум. 2018) — американский певец, вокалист группы The Temptations
- 5 февраля — Иван Черепнин (ум. 1998) — американский композитор-модернист и постмодернист
- 6 февраля — Жиль Браун[фр.] (ум. 2016) — канадский певец
- 9 февраля
  - Александр Зюзькин (ум. 2016) — советский и украинский хоровой дирижёр и музыкальный педагог
  - Пётр Синявский (ум. 2021) — советский и российский детский писатель, поэт и композитор
- 11 февраля — Серж Лама — французский певец и автор текстов
- 15 февраля — Александр Колпаков — советский и российский гитарист-виртуоз, певец и композитор
- 18 февраля — Элис Шилдс — американский композитор и оперная певица
- 21 февраля — Дэвид Геффен — американский продюсер, основатель Geffen Records
- 24 февраля — Пабло Миланес (ум. 2022) — кубинский певец, композитор, гитарист и поэт
- 25 февраля — Джордж Харрисон (ум. 2001) — британский рок-музыкант, певец и композитор, гитарист группы The Beatles[1]
- 28 февраля — Виктор Гридин (ум. 1997) — советский и российский баянист-виртуоз, композитор и дирижёр

### Март
- 2 марта — Джексон Си Фрэнк (ум. 1999) — американский фолк-певец и музыкант
- 4 марта — Лучо Далла (ум. 2012) — итальянский композитор, певец, инструменталист и актёр
- 6 марта — Александра Куликова (ум. 2021) — советская и российская мордовская певица
- 7 марта — Крис Уайт[англ.] — британский музыкант, певец и автор песен, басист группы The Zombies
- 10 марта — Александр Кудренко — российский тромбонист и музыкальный педагог, артист ансамбля песни и пляски Советской Армии им. Александрова
- 15 марта
  - Слай Стоун — американский музыкант, автор песен и продюсер, вокалист группы Sly & the Family Stone
  - Фейруз (ум. 2016) — египетская актриса, певица и конферансье
- 21 марта — Вивиан Стэншолл (ум. 1995) — британский музыкант, певец и автор песен, фронтмен группы The Bonzo Dog Doo-Dah Band
- 22 марта
  - Джордж Бенсон — американский гитарист и вокалист
  - Кит Релф (ум. 1976) — британский музыкант, вокалист и исполнитель на губной гармонике группы The Yardbirds
- 27 марта — Поль Кулак (ум. 2021) — французский композитор
- 29 марта — Вангелис (ум. 2022) — греческий композитор и музыкант

### Апрель
- 2 апреля — Ларри Корьелл (ум. 2017) — американский джазовый гитарист
- 3 апреля — Ричард Мэнуел[англ.] (ум. 1986) — канадский композитор, певец и мультиинструменталист, пианист и вокалист группы The Band
- 4 апреля — Давид Александр Винтер — нидерландский певец
- 9 апреля — Георги Минчев (ум. 2001) — болгарский певец, музыкант, композитор и телеведущий
- 14 апреля — Николай Петров (ум. 2011) — советский и российский пианист, педагог, музыкальный и общественный деятель
- 15 апреля — Дэйв Эдмундс — британский певец, гитарист и продюсер
- 16 апреля — Дэйв Певеретт (ум. 2000) — британский певец и музыкант, вокалист и гитарист группы Foghat
- 19 апреля — Леонид Зимненко (ум. 2021) — советский и российский оперный певец (бас) и музыкальный педагог
- 20 апреля
  - Джон Элиот Гардинер — британский дирижёр, один из крупнейших интерпретаторов музыки барокко, исполняемой на инструментах этой эпохи (аутентизм)
  - Анатолий Кролл — советский и российский джазовый дирижёр, композитор, кинокомпозитор, пианист и аранжировщик
- 22 апреля — Мел Картер — американский певец
- 24 апреля — Александр Вустин (ум. 2020) — советский и российский композитор
- 28 апреля — Вильфрид Пьолле (ум. 2015) — французская балерина, хореограф и театральный педагог
- 30 апреля — Бобби Ви (ум. 2016) — американский певец

### Май
- 1 мая — Михаил Кане (ум. 2020) — советский и российский автор-исполнитель
- 5 мая — Рафаэль — испанский певец
- 8 мая
  - Юрий Морев (ум. 2015) — советский и российский певец
  - Пол Сэмвелл-Смит — британский музыкант, басист группы The Yardbirds
- 12 мая — Роман Леонидов (ум. 2015) — советский и российский скрипач и музыкальный педагог
- 14 мая — Джек Брюс (ум. 2014) — шотландский певец, музыкант и композитор, вокалист и бас-гитарист группы Cream
- 17 мая — Иоанна Бруздович (ум. 2021) — польский композитор
- 19 мая — Михаил Бурштин — киргизский и советский композитор и пианист
- 20 мая — Аль Бано — итальянский эстрадный певец
- 21 мая — Хилтон Валентайн (ум. 2021) — британский музыкант, гитарист группы The Animals
- 27 мая — Силла Блэк (ум. 2015) — британская певица, актриса и телеведущая

### Июнь
- 3 июня — Александра Юозапенайте-Ээсмаа (ум. 2012) — литовско-эстонская пианистка
- 13 июня — Людвиг Гюттлер ― немецкий трубач, исполнитель на корно да качча и дирижёр, музыкальный и общественный деятель
- 14 июня — Спунер Олдхэм[англ.] — американский клавишник и автор песен
- 15 июня — Джонни Холлидей (ум. 2017) — французский рок-певец, композитор и актёр
- 17 июня — Барри Манилоу — американский эстрадный певец
- 18 июня — Рафаэлла Карра (ум. 2021) — итальянская актриса, певица и телеведущая
- 19 июня — Михаэль Рэдулеску (ум. 2023) — румынский и австрийский композитор, органист, музыковед, дирижёр и музыкальный педагог
- 23 июня — Джеймс Ливайн (ум. 2021) — американский дирижёр, художественный руководитель и главный дирижёр Метрополитен-оперы
- 26 июня — Аллен Стрейндж (ум. 2008) — американский композитор, музыкант и теоретик музыки
- 27 июня — Карлос Мехия Годой — никарагуанский музыкант, композитор и певец
- 30 июня — Флоренс Баллард (ум. 1976) — американская певица, вокалистка группы The Supremes

### Июль
- 3 июля — Джудит Дарем (ум. 2022) — австралийская джазовая певица и музыкант, вокалистка группы The Seekers
- 4 июля — Аннетт Бирд[англ.] — американская певица, вокалистка группы Martha and the Vandellas
- 5 июля — Робби Робертсон (ум. 2023) — канадский музыкант и автор песен, гитарист и вокалист группы The Band
- 6 июля
  - Юрий Маликов — советский и российский музыкант-исполнитель, создатель и руководитель ВИА «Самоцветы»
  - Тамара Синявская — советская и российская оперная певица (драматическое меццо-сопрано) и педагог
- 7 июля — Тото Кутуньо (ум. 2023) — итальянский певец и композитор
- 12 июля — Кристин Макви (ум. 2022) — британская певица, музыкант и автор песен, вокалистка и клавишница группы Fleetwood Mac
- 16 июля — Александр Тополь (ум. 1992) — российский фаготист и музыкальный педагог
- 25 июля — Джим Маккарти — британский музыкант, барабанщик группы The Yardbirds
- 26 июля — Мик Джаггер — британский певец и автор песен, основатель и вокалист группы The Rolling Stones
- 28 июля
  - Майк Блумфилд (ум. 1981) — американский гитарист и композитор
  - Ричард Райт (ум. 2008) — британский музыкант, основатель и клавишник группы Pink Floyd
- 31 июля — Лобо — американский поп-музыкант, певец и автор песен

### Август
- 1 августа — Жан Татлян — советский, французский и российский эстрадный певец
- 8 августа
  - Даниель Бёрц — шведский композитор
  - Эсма Реджепова (ум. 2016) — югославская и македонская певица
  - Тери Харангозо[венг.] (ум. 2015) — венгерская эстрадная певица
- 9 августа — Ладислав Жупанич (ум. 2023) — чехословацкий и чешский актёр и певец
- 10 августа — Ронни Спектор (ум. 2022) — американская певица, вокалистка группы The Ronettes
- 11 августа
  - Кенни Гэмбл — американский автор песен
  - Денис Пэйтон[англ.] (ум. 2006) — британский музыкант, саксофонист и гитарист группы The Dave Clark Five
- 12 августа — Леонид Сметанников — советский и российский оперный певец (баритон) и педагог
- 15 августа — Михаил Мунтяну — советский и молдавский оперный певец (лирико-драматический тенор) и педагог
- 16 августа — Галина Гудкова (ум. 2011) — советская и российская певица (сопрано)
- 17 августа
  - Ильхама Гулиева (ум. 2016) — советская и азербайджанская певица
  - Ольга Искандерова (ум. 2018) — советская и российская балерина и педагог
- 27 августа — Юрий Чайка (ум. 2016) — советский и украинский театральный режиссёр, главный режиссёр Днепропетровского академического театра оперы и балета
- 28 августа
  - Роман Майборода (ум. 2018) — советский и украинский оперный певец (баритон)
  - Тадеуш Налепа (ум. 2007) — польский блюзовый музыкант
  - Дэвид Соул (ум. 2024) — американский и британский актёр, певец и музыкант
- 30 августа — Дэвид Масланка (ум. 2017) — американский композитор

### Сентябрь
- 2 сентября — Розалинд Эшфорд[англ.] — американская певица, вокалистка группы Martha and the Vandellas
- 3 сентября — Мик Фаррен (ум. 2013) — британский журналист, литератор, музыкант и певец, фронтмен группы The Deviants
- 6 сентября — Роджер Уотерс — британский певец, музыкант и автор песен, основатель, вокалист и басист группы Pink Floyd
- 11 сентября
  - Анатолий Паутов (ум. 2020) — советский и российский трубач, дирижёр и педагог
  - Микки Харт[англ.] — американский музыкант, барабанщик группы Grateful Dead
  - Джек Эли[англ.] (ум. 2015) — американский певец и музыкант, основатель, гитарист и вокалист группы The Kingsmen
- 12 сентября — Душан Велкаверх[словен.] (ум. 2016) — югославский и словенский поэт-песенник
- 13 сентября — Геза Сильваи — финский музыкальный педагог венгерского происхождения
- 14 сентября — Ирвин Гудмен (ум. 1991) — финский рок- и фолк-исполнитель
- 16 сентября — Тимур Коган (ум. 2020) — российский композитор, дирижёр и пианист
- 20 сентября — Валерий Сауткин (ум. 2023) — советский и российский поэт-песенник и либреттист
- 22 сентября — Тони Бэзил — американская певица, кинорежиссёр, актриса и хореограф
- 23 сентября
  - Хулио Иглесиас — испанский певец и гитарист
  - Евгений Ширяев (ум. 2023) — советский и российский композитор
- 25 сентября — Джон Локк (ум. 2006) — американский пианист и автор песен, участник рок-групп Spirit и Nazareth

### Октябрь
- 4 октября — Тимур Мынбаев (ум. 2011) — советский и российский дирижёр, композитор и музыковед
- 5 октября — Стив Миллер — американский певец, гитарист и автор песен
- 13 октября — Грэм Симпсон[англ.] (ум. 2012) — британский музыкант, басист группы Roxy Music
- 14 октября — Раиса Кириченко (ум. 2005) — украинская певица
- 17 октября — Тадей Эдер (ум. 2023) — советский и украинский театральный режиссёр
- 24 октября — Владимир Вербицкий — советский, российский и австралийский дирижёр
- 30 октября — Александр Рудковский (ум. 1999) — советский и белорусский оперный певец (лирический тенор)
- 31 октября — Анатолий Могилевский — советский, российский и американский эстрадный певец

### Ноябрь
- 1 ноября — Сальваторе Адамо — бельгийский шансонье итальянского происхождения
- 3 ноября — Берт Дженш (ум. 2011) — шотландский фолк-рок музыкант, один из основателей ансамбля Pentangle
- 7 ноября — Джони Митчелл — канадская певица, музыкант и автор песен
- 9 ноября
  - Геннадий Банщиков ― российский композитор и педагог
  - Михаэль Кунце — немецкий поэт, писатель, драматург, автор книг и сценариев, текстов песен и либретто
- 12 ноября
  - Эррол Браун (ум. 2015) — британский певец и автор песен ямайского происхождения, фронтмен группы Hot Chocolate
  - Брайан Хайланд — американский поп-исполнитель
- 15 ноября — Лариса Мондрус — советская певица и актриса
- 18 ноября — Темур Чхеидзе (ум. 2022) — советский, грузинский и российский театральный и оперный режиссёр и актёр
- 24 ноября — Маноло Санлукар (ум. 2022) — испанский гитарист и композитор
- 27 ноября — Владимир Лопухов (ум. 2019) — советский и российский артист балета
- 28 ноября
  - Александр Кнайфель — советский и российский композитор
  - Рэнди Ньюман — американский певец, аранжировщик, кинокомпозитор и пианист

### Декабрь
- 1 декабря — Анатолий Скрипай (ум. 2016) — советский и российский пианист и музыкальный педагог
- 3 декабря — Кирилл Волков — советский и российский композитор
- 4 декабря — Энтони Вентура — немецкий композитор, аранжировщик и дирижёр
- 6 декабря — Майк Смит[англ.] (ум. 2008) — британский певец, автор песен и продюсер, вокалист и клавишник группы The Dave Clark Five
- 7 декабря — Густав Шёквист (ум. 2015) — шведский органист и дирижёр
- 8 декабря — Джим Моррисон (ум. 1971) — американский певец и автор песен, вокалист группы The Doors
- 9 декабря — Евгений Левитан — российский пианист и музыкальный педагог
- 12 декабря
  - Дики Беттс — американский певец и музыкант, гитарист и вокалист группы The Allman Brothers Band
  - Гровер Вашингтон-младший (ум. 1999) — американский джазовый саксофонист
  - Мишель Реверди — французский композитор
- 17 декабря — Рон Гисин — британский авангардный музыкант и композитор
- 18 декабря
  - Ханох Левин (ум. 1999) — израильский поэт, драматург и автор песен
  - Кит Ричардс — британский музыкант, певец и автор песен, основатель, гитарист и вокалист группы The Rolling Stones
- 19 декабря
  - Мулату Астатке — эфиопский джазовый вибрафонист, композитор и аранжировщик
  - Фарадж Караев — российско-азербайджанский композитор и педагог
- 24 декабря — Валентин Кожин (ум. 1992) — советский дирижёр, оперный режиссёр и композитор
- 27 декабря
  - Токико Като — японская певица, композитор, поэт-песенник и актриса
  - Питер Синфилд — британский продюсер, автор песен и музыкант
- 29 декабря — Рик Дэнко[англ.] (ум. 1999) — канадский певец, музыкант и автор песен, основатель, басист и вокалист группы The Band
- 31 декабря
  - Джон Денвер (ум. 1997) — американский автор-исполнитель
  - Пит Куэйф (ум. 2010) — британский музыкант, басист группы The Kinks

### Без точной даты
- С. Россли (ум. 2017) — сингапургский киноактёр и певец
- Деннис Эберхард (ум. 2005) — американский композитор

## Скончались

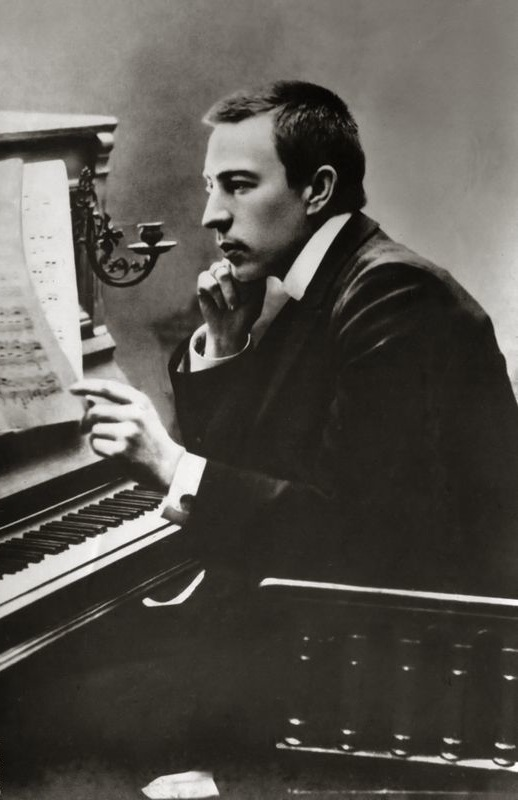
Сергей Рахманинов

### Январь
- 8 января — Макс Феликс Брух (58) — немецкий кларнетист
- 14 января — Адольф Зандбергер (78) — немецкий композитор и музыковед
- 17 января — Жанна Авриль (74) — французская танцовщица и натурщица
- 20 января — Джакомо Бенвенути (57) — итальянский музыковед и композитор
- 23 января — Чарльз Дэниелс[англ.] (64) — американский композитор
- 26 января — Фанни Гельбарт (56) — нидерландская пианистка еврейского происхождения

### Февраль
- 7 февраля
  - Сигрид Арнольдсон (81) — шведская оперная певица (сопрано) и музыкальный педагог
  - Эмиль Блуме (85) — немецкий виолончелист

### Март
- 1 марта — Владимир Пикок (68) — российский и советский артист оперы (тенор)
- 7 марта — Мажит Бурангулов (38/39) — советский певец и музыкант
- 19 марта — Александр Никольский (68) — русский церковно-певческий деятель, писатель, духовный композитор и педагог
- 27 марта — Эмиль Робер Бланше (65) — швейцарский пианист, композитор и альпинист
- 28 марта — Сергей Рахманинов (69) — русский композитор, пианист и дирижёр[2]
- 29 марта — Эмиль Баре (72) — австрийский и венгерский скрипач

### Апрель
- 12 апреля — Эдоардо Гарбин (78) — итальянский оперный певец (тенор)
- 16 апреля — Карлос Арничес-и-Баррера (76) — испанский писатель, либреттист и драматург
- 17 апреля — Илона Вера (31) — венгерская балерина
- 18 апреля
  - Тимоте Адамовский (85) — американский скрипач польского происхождения
  - Юлиус Браммер (66) — австрийский либреттист и поэт-песенник
- 29 апреля
  - Иосиф Ахрон (56) — русский и американский скрипач, композитор и музыкальный педагог
  - Рикардо Виньес (68) — испанский пианист
- 30 апреля
  - Карл Вольфарт (68) — шведский пианист, композитор и музыкальный педагог
  - Лео Смит (42) — нидерландский композитор

### Май
- 29 мая
  - Марьян Альтенберг (35) — польский и украинский пианист и дирижёр
  - Ринт ван Сантен (61) — нидерландский художник, певец, музыковед и поэт
  - Герман Ганс Ветцлер (72) — американский композитор, дирижёр, альтист, органист и пианист

### Июнь
- 1 июня — Амедей Гастуэ (70) — французский музыковед и композитор
- 8 июня — Борис Бер (49) — советский композитор
- 16 июня — Сигрид Онегин (54) — шведская оперная певица (контральто)
- 26 июня — Эдвард Фацер (81) — финский пианист, дирижёр и импресарио швейцарского происхождения

### Июль
- 17 июля — Герман Бёзе (73) — немецкий музыкальный педагог и дирижёр
- 29 июля — Мария Гай (67) — испанская оперная певица (меццо-сопрано) и музыкальный педагог

### Август
- 27 августа — Йозеф ван Вен (69) — нидерландский скрипач

### Сентябрь
- 16 сентября — Матти Юрва (45) — финский певец, чечёточник, актёр, мультиинструменталист и композитор
- 19 сентября — Эдди Буллериан (57) — немецкий скрипач и музыкальный педагог

### Октябрь
- 15 октября — Пауль Бютнер (72) — немецкий композитор, музыкальный критик и музыкальный педагог
- 17 октября — Фарид Яруллин (29) — татарский композитор
- 22 октября — Йозеф Венантиус фон Вёсс (80) — австрийский композитор и хоровой дирижёр

### Ноябрь
- 7 ноября — Евгениуш Бодо (43) — польский актёр, кинорежиссёр, продюсер, певец и танцор
- 19 ноября — Николай Фомин (79) — российский и советский композитор
- 21 ноября — Иван Ершов (76) — русский и советский оперный певец (драматический тенор) и педагог
- 22 ноября — Лоренц Харт (48) — американский поэт-песенник и либреттист

### Декабрь
- 7 декабря — Константин Богуславский (48) — украинский советский композитор, хормейстер и оперный певец (бас)
- 15 декабря — Фэтс Уоллер (39) — американский джазовый пианист, органист, композитор и комедиант
- 18 декабря — Джозеф Маккарти[англ.] (58) — американский поэт-песенник
- 19 декабря — Отто Барблан (83) — швейцарский органист, композитор и музыкальный педагог

### Без точной даты
- Шмуэл Вайнберг (60/61) — русский и польский дирижёр и композитор
- Раиф Габитов (29/30) — советский башкирский композитор
- Лидия Звягина (81/82) — русская оперная и камерная певица (контральто) и музыкальный педагог